# Pieter Fris
Pieter Fris, né en 1627 à Amsterdam et mort en 1706 à Delft, est un peintre de paysages de l'Âge d'or hollandais.

## Biographie
Fris est né à Amsterdam. Selon Arnold Houbraken, il était un peintre d'œuvres moralistes et fantastiques qui a rejoint les Bentvueghels à Rome à l'âge de 17 ans avec le surnom de Welgemoed (courage) pour résister à la cérémonie d’initiation sans fléchir. À partir de sa cérémonie qui consistait à se tenir debout dans un cercle de pétards explosant autour de lui, un poème a été écrit à propos de son courage. Houbraken a mentionné que Fris était gêné au sujet de la profession artistique, bien qu'il ait continué à la pratiquer à Delft ultérieurement. Il était embarrassé parce qu'il pensait qu'elle n'était pas aussi honnête que d'autres activités commerciales
L'histoire de la cérémonie d'initiation de Fris a inspiré Houbraken pour clore le deuxième volume de ses trois volumes de Schouburg avec un long poème à lui en utilisant tous les surnoms « Bent » qu'il connaissait. Il voulait faire de ce poème un hommage à tous les peintres de Bentvueghel à travers les âges, citant son professeur Samuel van Hoogstraten et se référant à la publication sur les ruines romaines antiques en 1709 par l'éditeur d'Amsterdam Johannes Crellius, basée sur un ensemble de dessins de Bonaventura van Overbeek (surnom bent : « Romulus »), gravés par Matthys Pool avec des scènes des Bentvueghels en action.
Selon le RKD, Fris est enregistré en 1645 à Rome, 1647 à Dordrecht, 1657 à Amsterdam, et il devient un membre de la Guilde de Saint Luc de Haarlem de 1660 à 1668. Il vivait à Haarlem de 1666-1669, à Amsterdam en 1677 et à Delft en 1688 (il est devenu membre de la Guilde de Saint-Luc de Delft en 1683). Il meurt à Delft.

## Œuvre

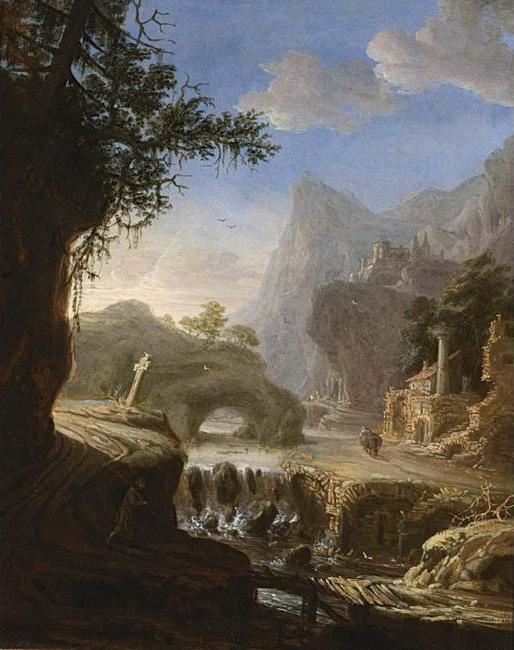
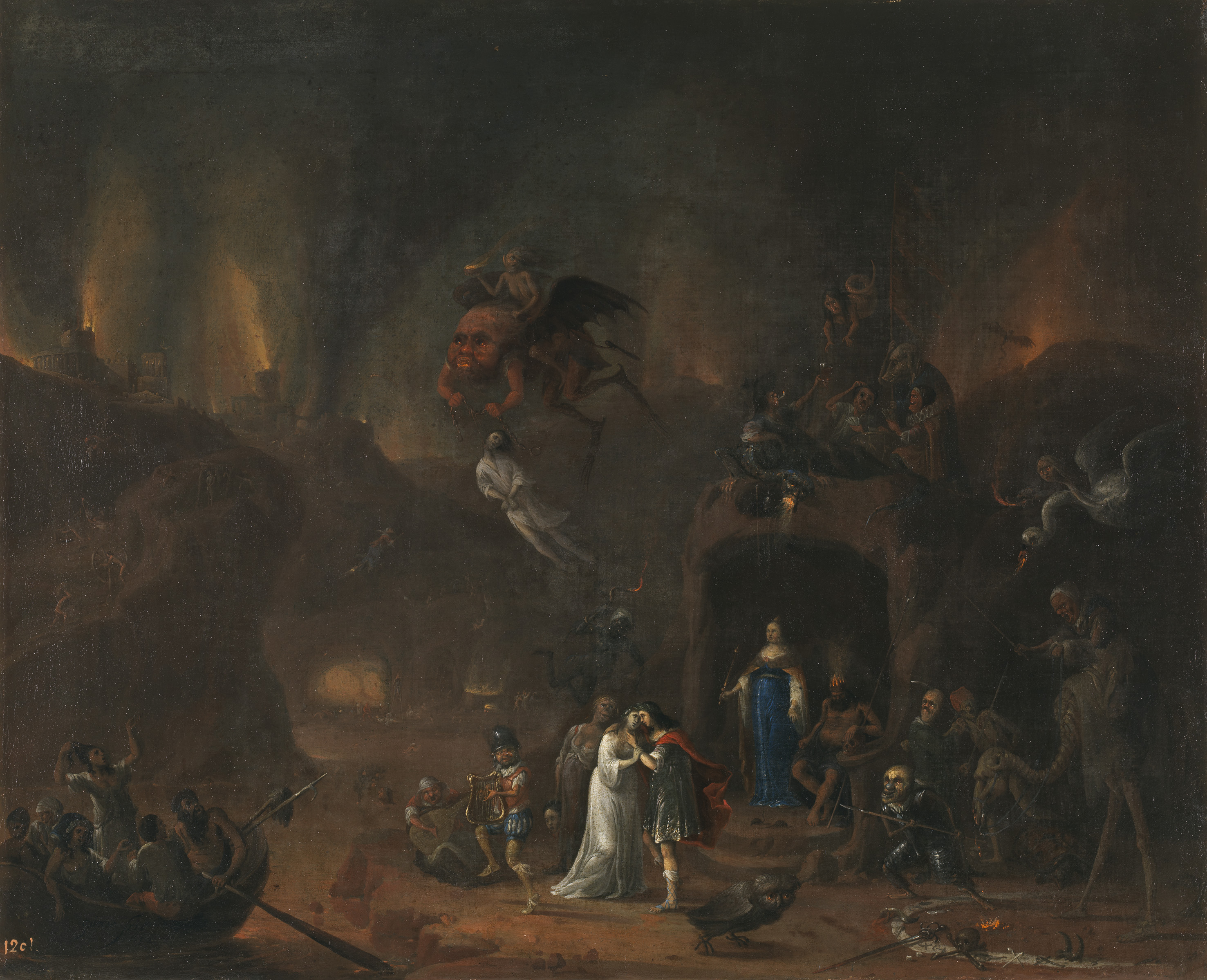